# Sambir
Sambir (in ucraino Самбір?; in polacco Sambor) è una città ucraina (34 152 abitanti) nel distretto di Sambir, nell'oblast' di Leopoli. Ospita l'amministrazione del distretto di Sambir e della comunità territoriale di Sambir, una delle comunità territoriali dell'Ucraina.
Fino al 18 luglio 2020 Sambir costituiva una città di rilevanza regionale e fungeva da centro amministrativo del distretto di Sambir, sebbene non appartenesse al distretto. Come parte della riforma amministrativa dell'Ucraina, che ridusse a sette il numero di distretti dell'oblast' di Leopoli, la città fu integrata nel distretto di Sambir.

## Geografia
Sambir si trova nell'Ucraina occidentale, lungo la sponda sinistra del fiume Dnestr. È situata a 74 km a sud-ovest del capoluogo regionale Leopoli e a 40 km dalla frontiera con la Polonia.

## Storia
Fu annessa all'Impero d'Austria nel 1772 insieme a tutta la regione galiziana e rimase sotto il dominio asburgico sino alla fine della prima guerra mondiale. Nel primo dopoguerra fu brevemente governata dalle autorità all'effimera Repubblica Nazionale dell'Ucraina Occidentale sino alla definitiva conquista polacca nel 1919.
Con lo scoppio della seconda guerra mondiale nel 1939 fu occupata dall'Armata Rossa nel corso dell'invasione sovietica della Polonia. Il 29 giugno 1941 fu conquistata dalle truppe naziste e annessa al Governatorato Generale. Nel corso dell'occupazione tedesca la popolazione ebraica di Sambir, che prima del conflitto ammontava a circa 8.000 persone, venne perseguitata e rinchiusa in un ghetto. Tra l'agosto 1942 ed il giugno 1943 gli ebrei della città che non erano riusciti a fuggire furono giustiziati o mandati nel campo di sterminio di Bełżec. Il 7 agosto le truppe sovietiche liberarono Sambir.

## note
1. ↑  (EN, UK) Number of Present Population of Ukraine, as of January 1 2022 (PDF), su db.ukrcensus.gov.ua.
2. ↑  (RU) Каменец-Подольская городская громада, su gromada.info, Портал об'єднаних громад України.
3. ↑  (UK) Про утворення та ліквідацію районів. Постанова Верховної Ради України № 807-ІХ., in Голос України, 18 luglio 2020. URL consultato il 3 ottobre 2020.
4. ↑  (UK) Нові райони: карти + склад, su minregion.gov.ua, Міністерство розвитку громад та територій України.